# 安藤豊 どんどこサタデー
『安藤豊 どんどこサタデー』（あんどうゆたか どんどこサタデー)は、2009年4月より2019年3月までRKB毎日放送（RKBラジオ）で放送されていた土曜朝の生活情報ワイド番組である。

## 番組概要
リポーターやゲストなどとともに、週末の朝にふさわしいエリアの話題や生活情報などを紹介する番組。
10年近く続いた番組だったが安藤の勇退により2019年3月30日に最終回を迎えた。

## 放送時間
- 土曜日 7:00-10:00（JST）

### 過去の放送時間
- 土曜日 6:30-10:00（JST）

## パーソナリティ
- 安藤豊
- 武田伊央（2018年4月から）

### 過去のパーソナリティ
- 葉山さつき (放送開始から2015年9月まで）
- 壽老麻衣（2015年10月より2016年9月まで）
- 竹下明子(2016年10月から2018年3月まで)

## コーナー
- そんなことも知らんとや? - 冠婚葬祭･年中行事や生活のしきたり･知恵を扱ったクイズを出題するコーナー。
- どんどこウイークリー - 一週間で最も気になったニュースをゲストが解説するコーナー。
- どんどこスポーツ - その週のスポーツニュースをゲストが解説するコーナー。
- どんどこヘルスケア - 医師（または橋詰京美）らによる健康アドバイスコーナー。
- 今日の野菜畑 - 季節に合わせて野菜作りのコツを紹介するコーナー。みえーる菜園「屋形原」提供。
- エナジー&シナジー - フロート番組。
- どんどこリポート - 上田知佳あるいは吉留樹里がエリアの旬な話題をスタジオ報告するコーナー。
- さわやか信州リポート - 中島理恵が長野県の魅力を紹介するコーナー[2]。フジドリームエアラインズなどが提供。
- ザ・ピンチーズからつ産直便 - ザ・ピンチーズ（麦田陽子・中村美由紀）が唐津市のおいしいものを紹介するコーナー。唐津・玄海地区農畜産物ブランド確立協議会提供。
- ザオアン台湾 - 村上幸子が台湾の最新トレンドを紹介するコーナー。
- 週刊誌チェック - 有名週刊誌の注目記事を紹介するコーナー。